# Cítkov
Cítkov je chatová osada, část obce Vápenný Podol v okrese Chrudim.

## Dětský tábor
Na jedné z přilehlých luk je základna dětského tábora. Původně to byla rekreační základna Sokolů, kteří zde v roce 1929 postavili nejstarší z budov-stavba v kombinaci zděné a dřevěné konstrukce. Před druhou světovou válkou byla majitelem základny soukromá osoba, které byl majetek odebrán v rámci Benešových dekretů. V šedesátých letech byl majetek ve správě Chemického spolku Pardubice (dnešního Semtína) jako rekreační zařízení. Někdy kolem tohoto období byla vybudována druhá budova, tentokrát zděná. Zároveň bylo vybudováno i letní kino, ze kterého se zachovala pouze dřevěná promítárna. Pionýři začali tento prostor a budovy využívat pro pořádání letních táborů někdy kolem roku 1970.
Součástí tábora je betonové koupaliště (25 × 15 m) z první republiky ukryté v korytu říčky. Do 20 m od bazénu směrem proti proudu jsou v trávě ukryté zbytky betonových základů převlékárny. Bazén má zajímavě řešen dvojnásobný přítok vody z přilehlého potůčku. Základna je pro rekreaci dětí a mládeže využívána dodnes a to jako kombinovaná základna – stanová s možností ubytování malých dětí ve zděné budově.